# Републикански път III-235
Републикански път IIІ-235 е третокласен път, част от републиканската пътна мрежа на България, изцяло на територията на област Силистра. Дължината му е 53,2 км.
Пътят се отклонява наляво при 100,5-и км на Републикански път II-23 в центъра на село Окорш и се насочва на северозапад по Лудогорското плато. Минава последователно през селата Паисиево, Звенимир, Вълкан, Листец и Подлес, завива на север и достига до град Главиница. От там слиза от платото, минава през селата Сокол и Зафирово, навлиза в крайдунавската низина и през село Малък Преславец достига до пристанището на селото на десния бряг на река Дунав.
| Пътища, отклоняващи се надясно (населено място, № на пътя, посока на пътя)       | Км   | Пътища, отклоняващи се наляво (посока на пътя, № на пътя, населено място)                           |
| -------------------------------------------------------------------------------- | ---- | --------------------------------------------------------------------------------------------------- |
| Община Дулово, II-23, 100,5 км, с. Окорш ←                                       | 0,0  | ← с. Окорш, 100,5 км, II-23, Община Дулово                                                          |
| (за с. Долец) общински път ←                                                     | 5,6  | |
| (за с. Боил) общински път, с. Паисиево ←                                         | 8,4  | → с. Паисиево, общински път (за с. Китанчево)                                                       |
|                                                                                  | 9,3  | → общински път (за с. Орешене)                                                                      |
| Община Главиница                                                                 | 12,1 | Община Главиница                                                                                    |
| (за с. Зарица) общински път, с. Звенимир ←                                       | 13,9 | с. Звенимир                                                                                         |
| с. Вълкан                                                                        | 17,1 | ← с. Вълкан, 13,3 км, III-2305 (от гр. Исперих)                                                     |
| с. Листец                                                                        | 18,9 | с. Листец                                                                                           |
| с. Подлес                                                                        | 22,9 | с. Подлес                                                                                           |
| (от 107,9 км на II-23) III-2307, 30,1 км, гр. Главиница →                        | 28,4 | ← гр. Главиница, 14,1 км, III-2104 (от 63,8 км на II-21) → гр. Главиница, общински път (за с. Осен) |
| (за с. Суходол) общински път, с. Сокол ← (за с. Дичево) общински път, с. Сокол ← | 34,7 | с. Сокол                                                                                            |
| (до 8,8 км на I-7) II-21, 74,1 км, с. Зафирово ←                                 | 39,3 | ← с. Зафирово, 74,1 км, II-21 (от 1,5 км на I-2)                                                    |
|                                                                                  | 45,8 | → общински път (за с. Долно Ряхово)                                                                 |
| с. Малък Преславец                                                               | 47,9 | с. Малък Преславец                                                                                  |
| пристанище Малък Преславец                                                       | 53,2 | пристанище Малък Преславец                                                                          |